# Cephaloziaceae
Cephaloziaceae es una familia de musgos hepáticas del orden Jungermanniales. Tiene los siguientes géneros:

## Taxonomía
Cephaloziaceae fue descrita por Walter Emil Friedrich August Migula y publicado en Kryptogamen-Flora von Deutschland . . . Moose 465. 1904.

## Géneros
| - Alobiella - Alobiellopsis - Anomoclada - Cephalozia | - Cladopodiella - Hygrobiella - Iwatsukia - Metahygrobiella - Nowellia | - Odontoschisma - Pleurocladula - Schiffneria - Trigonanthus |